# Tropocyclops extensus
Tropocyclops extensus är en kräftdjursart som först beskrevs av Andreas Kiefer 1931.  Tropocyclops extensus ingår i släktet Tropocyclops och familjen Cyclopidae.

## Underarter
Arten delas in i följande underarter:
- T. e. longispinus
- T. e. extensus
- T. e. longispina